# Hans Michelbach

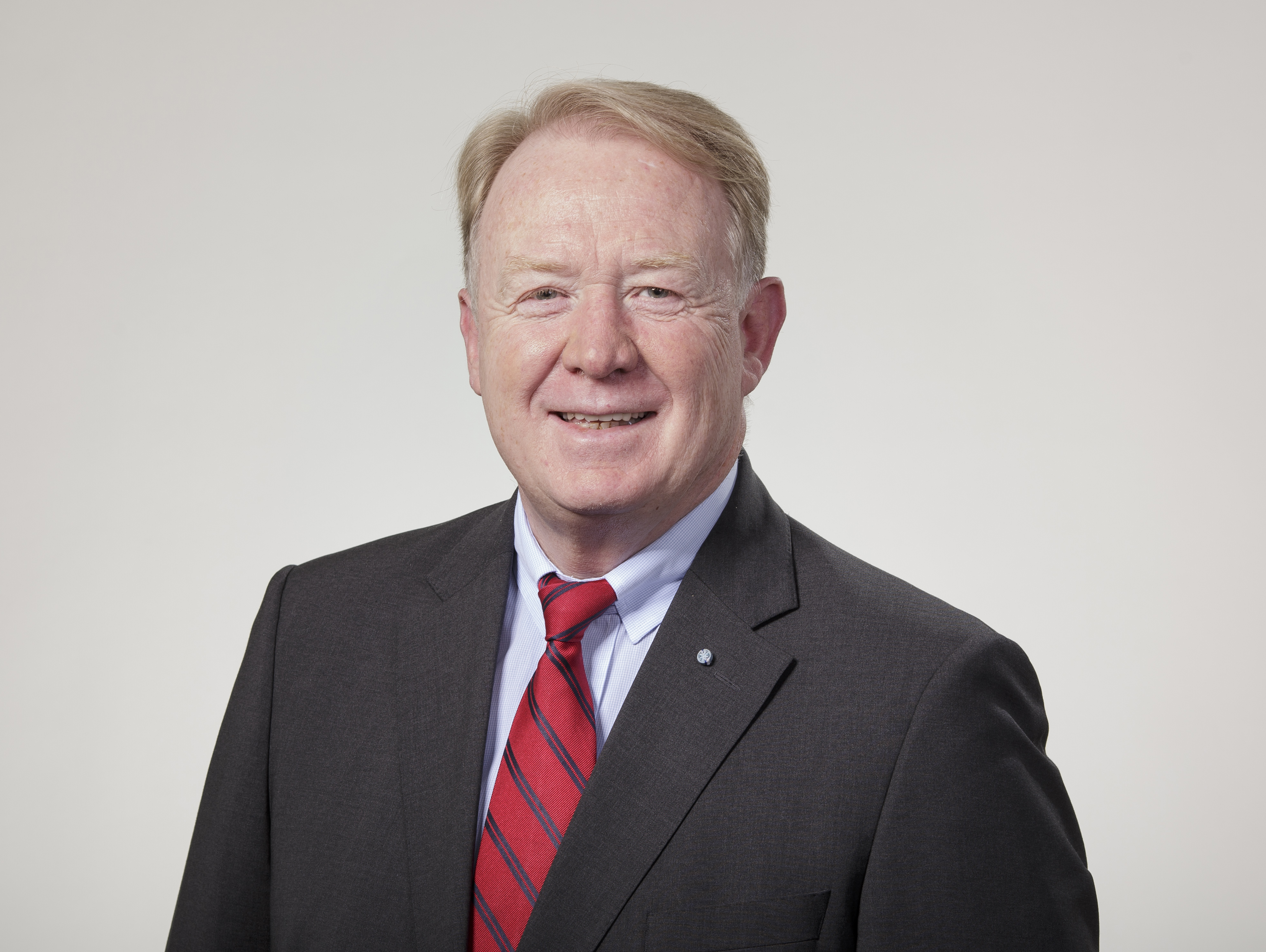
Hans Michelbach (2012)

Hans Georg Michelbach (* 3. Mai 1949 in Gemünden am Main) ist ein deutscher Politiker (CSU) und Unternehmer. Er war von 1994 bis 2021 Mitglied des Deutschen Bundestages, Obmann der CDU/CSU-Bundestagsfraktion im Ausschuss für Finanzen und gehörte dem Fraktionsvorstand an. Er war 18 Jahre lang bis 2018 Vorsitzender der Mittelstands-Union und stellvertretender Bundesvorsitzender der Mittelstands- und Wirtschaftsunion.

## Leben und Beruf
Nach dem Besuch des Franz-von Erthal-Gymnasiums in Lohr am Main, welches er nach der mittleren Reife verließ, absolvierte Michelbach eine Lehre zum Kaufmann im Groß- und Außenhandel. Nach dem anschließenden Besuch einer Fachschule für Betriebswirtschaft war Michelbach als Vorstandsassistent in einem Handelsunternehmen tätig. 1972 trat er in die elterlichen Betriebe ein und gründete das Groß- und Außenhandelsunternehmen Michelbach KG in Gemünden am Main. Neben seiner Abgeordnetendiät ist er weiterhin unternehmerisch als Gesellschafter der MIBEG Investment International, eine Unternehmensgruppe für Entwicklung, Planen, Bauen und Finanzieren Bad Soden-Salmünster tätig. Daraus resultieren regelmäßige Gewinneinkünfte, nach der höchsten Verdienststufe 10 des Deutschen Bundestages, mit einer Mindesthöhe von mehr als € 250.000 jährlich. Er zählte damit zu den Abgeordneten des Deutschen Bundestages mit den höchsten Einkünften außerhalb der Abgeordnetenentschädigung.
Michelbach ist verheiratet und hat drei Töchter.

## Tätigkeit in berufsständischen Organisationen
Michelbach gehörte dem Präsidium der Bundesvereinigung der Deutschen Arbeitgeberverbände (BDA) von 1998 bis 2007 an und war Arbeitgebervizepräsident. Dem Präsidium des Hauptverbandes des Deutschen Einzelhandels HDE gehört er von 1994 bis 2023 an.

## Partei

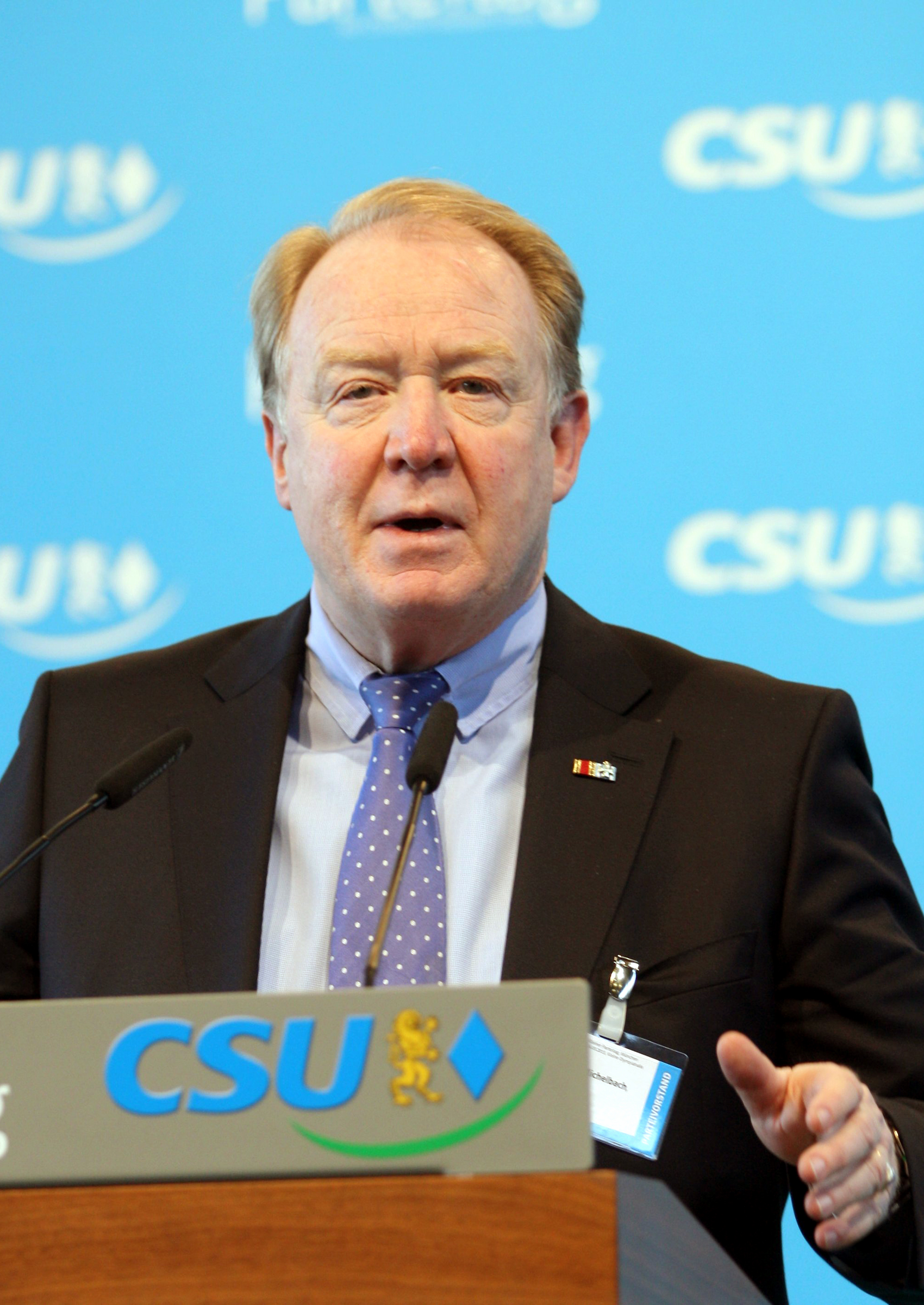
Michelbach auf einem kleinen Parteitag der CSU im März 2013

Michelbach war von 1990 bis 2002 Vorsitzender des CSU-Kreisverbandes Main-Spessart und gehört seit 1998 dem Parteivorstand der CSU an. Er war außerdem von 2000 bis 2018 Landesvorsitzender der Mittelstands-Union (MU) und stellvertretender Bundesvorsitzender der Mittelstands- und Wirtschaftsunion (MIT). Den Landesvorsitz der MU übergab er im Dezember 2018 an den ehemaligen bayerischen Wirtschaftsminister Franz Pschierer.

## Abgeordneter
Michelbach war von 1994 bis 2021 Mitglied des Deutschen Bundestages und gehörte seit 2000 dem Vorstand der CDU/CSU-Bundestagsfraktion an. Von 2005 bis 2009 war er Vorsitzender des Unterausschusses ERP-Wirtschaftspläne des Ausschusses für Wirtschaft und Technologie. Ab 2009 war er Obmann der CDU/CSU-Bundestagsfraktion im Finanzausschuss und seit 2013 zudem Stellvertretender Vorsitzender der CSU-Landesgruppe. Michelbach gehörte darüber hinaus als stellvertretendes Mitglied dem Haushaltsausschuss an.
Hans Michelbach ist 1994 und 1998 über die Landesliste Bayern und seit 2002 als direkt gewählter Abgeordneter des Wahlkreises Coburg in den Bundestag eingezogen. Bei der Bundestagswahl 2013 erreichte er 50,1 % der Erststimmen.
Im Oktober 2020 erklärte Michelbach den Verzicht auf eine weitere Kandidatur bei der Wahl zum 20. Deutschen Bundestag.

## Positionen
Ende Juni 2017 stimmte er als einer von 75 Unionsabgeordneten für die gleichgeschlechtliche Ehe. Es handelte sich dabei um 68 CDU-Abgeordnete (26,9 % aller CDU-Abgeordneten) und 7 CSU-Abgeordnete (12,5 % aller CSU-Abgeordneten).

## Sonstige Mitgliedschaften
Michelbach ist Mitglied der Europa-Union Deutschland. Zudem ist er Präsidiumsmitglied des Handelsverbands Deutschland (HDE).

## Öffentliche Ämter
Michelbach war von 1978 bis 1982 dritter Bürgermeister und von 1982 bis 1994 erster Bürgermeister der Stadt Gemünden am Main.

## Auszeichnungen und Ehrungen
Von der Universität Kiew wurde Michelbach die Ehrendoktorwürde verliehen. Für die nach bayerischem Hochschulgesetz inkorrekte Verwendung des Titels ohne Angabe der Herkunft stand er in der Kritik.
Im Jahr 2009 erhielt er den Bayerischen Verdienstorden und im Jahr 2012 den Verdienstorden der Bundesrepublik Deutschland.
Er ist Ehrenvorsitzender der Mittelstands-Union.